# Tumerozetes parallelus
Tumerozetes parallelus är en kvalsterart som beskrevs av Hammer 1966. Tumerozetes parallelus ingår i släktet Tumerozetes och familjen Tumerozetidae. Inga underarter finns listade i Catalogue of Life.